# OTI 1982
La XI edición del Gran Premio de la Canción Iberoamericana o el Festival de la OTI se desarrolló el 27 de noviembre de 1982 en el Coliseo Amauta de Lima, siendo sus presentadores Zenaida Solís, Humberto Martínez Morosini, Silvia Maccera y Pepe Ludmir.

## Desarrollo
Esta es la primera edición en el que el jurado por países se encuentra en la misma sala y no dando sus votos telefónicamente desde el país de origen. Por ello, este es el último año consecutivo en que se sabría con precisión cual fue el puntaje alcanzado por cada tema participante, no volviendo a haber votación pública sino hasta la edición del Festival de la OTI de 1988 celebrada en Buenos Aires. El jurado estuvo integrado, entre otros, por Lucho Gatica, Raúl Velasco, Ruth Fernández o Luis Alva.
Se destaca la canción, Ay, ay, amor, compuesta por Luis Gómez-Escolar y Julio Seijas e interpretada por La Pequeña Compañía en representación a España, que originalmente había sido postulada para la preselección española de Festival de la Canción de Eurovisión 1982 sin éxito. El comité seleccionador de la canción inicialmente había escogido la canción Buenas noches, papá, compuesta por Luis Gómez-Escolar y Honorio Herrero e interpretada por la entonces niña española Carmen Pascual también en representación a España, pero al ser una cantante menor de 18 años, la OTI aplicó la cláusula sexta del reglamento del festival y España recurrió a la siguiente clasificada de la designación interna de Televisión Española.
También se destacó la participación, en representación a México, del popular roquero de los años 1960 Enrique Guzmán. Pese a ser el favorito de aquella edición solo pudo conseguir el 4º puesto, empatando con el representante de Costa Rica, Ricardo Padilla, y con la representante de Argentina, Magdalena León.
Brasil se llevó un tema dedicado a los niños, coescrito por Nelson Ned y Júlio Cézar, siendo este segundo el intérprete. Dado que Portugal no participó en esta edición y la canción brasileña fue presentada en castellano, en esta edición tiene todas las canciones en un solo idioma, repitiendo lo que ocurrió en el Festival de la OTI de 1978, cuando Brasil ganó el certamen cantando el tema El amor... cosa tan rara de Denisse de Kalafe
La victoria fue para el tema Puedes contar conmigo, defendido por el quinteto juvenil Grupo Unicornio en representación a Venezuela. En el segundo puesto, lo obtuvo España y en el tercer puesto, lo obtuvo Estados Unidos.

## Participantes
| País                  | Título de la canción           | Título de la canción           |
| País                  | Artista                        | Idioma                         |
| --------------------- | ------------------------------ | ------------------------------ |
| Antillas Neerlandesas | «Alguien que no seas tú»       | «Alguien que no seas tú»       |
| Antillas Neerlandesas | Sharon Ross                    | Español                        |
| Argentina             | «Canción para dar las gracias» | «Canción para dar las gracias» |
| Argentina             | Magdalena León                 | Español                        |
| Bolivia               | «Hay un nuevo día para ti»     | «Hay un nuevo día para ti»     |
| Bolivia               | Raúl Menacho                   | Español                        |
| Brasil                | «Un canto a los niños»         | «Un canto a los niños»         |
| Brasil                | Julio Cézar                    | Español                        |
| Chile                 | «Si no hubieras estado tú»     | «Si no hubieras estado tú»     |
| Chile                 | Juan Pablo Méndez              | Español                        |
| Colombia              | «Así»                          | «Así»                          |
| Colombia              | Blanco y Negro                 | Español                        |
| Costa Rica            | «La mujer de mi vida»          | «La mujer de mi vida»          |
| Costa Rica            | Ricardo Padilla                | Español                        |
| Ecuador               | «Aprenderé»                    | «Aprenderé»                    |
| Ecuador               | Andrés Kattan                  | Español                        |
| El Salvador           | «Con un cuento en el bolsillo» | «Con un cuento en el bolsillo» |
| El Salvador           | Félix López                    | Español                        |
| España                | «Ay, ay, amor»                 | «Ay, ay, amor»                 |
| España                | La Pequeña Compañía            | Español                        |
| Estados Unidos        | «Que equivocado»               | «Que equivocado»               |
| Estados Unidos        | Laura Hevia                    | Español                        |
| Guatemala             | «Víveme»                       | «Víveme»                       |
| Guatemala             | Sandra Patricia                | Español                        |
| Honduras              | «Año dos mil»                  | «Año dos mil»                  |
| Honduras              | Miguel Ángel Mejía             | Español                        |
| México                | «Con y por amor»               | «Con y por amor»               |
| México                | Enrique Guzmán                 | Español                        |
| Nicaragua             | «Te canto porque te quiero»    | «Te canto porque te quiero»    |
| Nicaragua             | Deyanaira Toruño               | Español                        |
| Panamá                | «Mi pueblito»                  | «Mi pueblito»                  |
| Panamá                | Ediza Moreno                   | Español                        |
| Perú                  | «El signo en la frente»        | «El signo en la frente»        |
| Perú                  | Elsa María Elejalde            | Español                        |
| Puerto Rico           | «Sin tu música»                | «Sin tu música»                |
| Puerto Rico           | Lunna                          | Español                        |
| República Dominicana  | «Por tanto amor»               | «Por tanto amor»               |
| República Dominicana  | Rhina Ramírez                  | Español                        |
| Uruguay               | «Hermandad»                    | «Hermandad»                    |
| Uruguay               | Ana María Pascual              | Español                        |
| Venezuela             | «Puedes contar conmigo»        | «Puedes contar conmigo»        |
| Venezuela             | Grupo Unicornio                | Español                        |

## Resultados
| #                                  | País                  | Artista(s)          | Canción                      | Idioma     | Lugar | Puntos |
| ---------------------------------- | --------------------- | ------------------- | ---------------------------- | ---------- | ----- | ------ |
| 1                                  | Bolivia               | Raúl Menacho        | Hay un nuevo día para ti     | Castellano | 20    | 1      |
| 2                                  | Honduras              | Miguel Ángel Mejía  | Año dos mil                  | Castellano | 17    | 6      |
| 3                                  | Nicaragua             | Deyanaira Toruño    | Te canto porque te quiero    | Castellano | 19    | 3      |
| 4                                  | Panamá                | Ediza Moreno        | Mi pueblito                  | Castellano | 14    | 13     |
| 5                                  | Chile                 | Juan Pablo Méndez   | Si no hubieras estado tú     | Castellano | 11    | 14     |
| 6                                  | México                | Enrique Guzmán      | Con y por amor               | Castellano | 4     | 22     |
| 7                                  | Brasil                | Júlio Cézar         | Un canto a los niños         | Castellano | 10    | 15     |
| 8                                  | Guatemala             | Sandra Patricia     | Víveme                       | Castellano | 15    | 8      |
| 9                                  | Estados Unidos        | Laura Hevia         | Qué equivocado               | Castellano | 3     | 25     |
| 10                                 | España                | La Pequeña Compañía | Ay, ay, amor                 | Castellano | 2     | 27     |
| 11                                 | Antillas Neerlandesas | Sharon Ross         | Alguien que no seas tú       | Castellano | 16    | 7      |
| 12                                 | Argentina             | Magdalena León      | Canción para dar las gracias | Castellano | 4     | 22     |
| 13                                 | Colombia              | Blanco y Negro      | Así                          | Castellano | 9     | 18     |
| 14                                 | República Dominicana  | Rhina Ramírez       | Por tanto amor               | Castellano | 7     | 20     |
| 15                                 | Ecuador               | Andrés Kattan       | Aprenderé                    | Castellano | 21    | 0      |
| 16                                 | Costa Rica            | Ricardo Padilla     | La mujer de mi vida          | Castellano | 4     | 22     |
| 17                                 | Puerto Rico           | Lunna               | Sin tu música                | Castellano | 18    | 5      |
| 18                                 | El Salvador           | Félix López         | Con un cuento en el bolsillo | Castellano | 11    | 14     |
| 19                                 | Uruguay               | Ana María Pascual   | Hermandad                    | Castellano | 11    | 14     |
| 20                                 | Venezuela             | Grupo Unicornio     | Puedes contar conmigo        | Castellano | 1     | 43     |
| 21                                 | Perú                  | Elsa María Elejalde | El signo en la frente        | Castellano | 7     | 20     |
| Lugar: Coliseo Amauta - Lima, Perú |                       |                     |                              |            |       |        |